# ثورة ابن الأشعث
ثورة ابن الأشعث هي ثورة حصلت ضد الحجاج بن يوسف الثقفي وكانت بقيادة عبد الرحمن بن الأشعث وشارك فيها عدد من العلماء مثل سعيد بن جبير وعبد الرحمن بن أبي ليلى وغيرهم. ولكنها فشلت في النهاية ويرجع الدكتور علي الصلابي أسباب الفشل إلى عدة أمور منها: «ذكاء عبد الملك بن مروان وشخصيته القيادية وضعف شخصية عبد الرحمن بن الأشعث وعدم خبرته السياسية. وأضاف إن أهم نتائج فشل هذه الثورة ازدياد تسلط الحجاج.»